# Jane Randall
Jane Elizabeth Randall (Baltimore, Maryland, 28 de agosto de 1990) es una exmodelo más conocida por su participación en el ciclo 15 de America's Next Top Model, donde empató en el tercer lugar general. Ella es ahora una comentarista de política de Nueva Jersey.

## Primeros años
Randall nació en Baltimore, Maryland, siendo sus padres Bill y Carol Randall. Se graduó de Roland Park Country School en 2008. En 2013, se graduó de la Universidad de Princeton con un título en historia. Antes de modelar, fue portera del equipo de lacrosse del equipo universitario de Princeton, The Tigers. Ella mide 1.75 de altura.

## Modelaje

### America's Next Top Model
En 2010, Randall apareció en el ciclo 15 de America's Next Top Model contra otras 13 concursantes. Ella era una estudiante de segundo año en la Universidad de Princeton y se tomó un tiempo libre para estar en la competencia. A pesar de que ella no era una de los primeras favoritas del espectáculo, se notó que había mostrado una marcada mejora hacia el final de la competencia. Finalmente logró quedar entre las cuatro mejores junto con las concursantes Ann Ward, Chelsey Hersley y Kayla Ferrel. Tyra Banks elogió a Randall por su fuerte potencial de modelo, pero notó que había sido olvidable para una gran parte de la competencia. Finalmente fue eliminada en un tercer o cuarto puesto con Ferrel.

### Otros trabajos
Tras su aparición en America's Next Top Model, Randall firmó con IMG Models en Nueva York, Londres y París. También fue contratada por PARS Management en Alemania. Posteriormente, apareció en varias revistas de moda, como Vogue Italia, Elle Mexico, Women's Wear Daily y New York Times Style. También apareció en un desplegado en el sitio web de Vogue Italia. Ella es ahora una comentarista de política de Nueva Jersey en el Jersey Report, una variante de Drudge Report basado en Jersey.